# Calamus viridissimus
Calamus viridissimus är en enhjärtbladig växtart som beskrevs av Odoardo Beccari. Calamus viridissimus ingår i släktet Calamus och familjen Arecaceae. Inga underarter finns listade i Catalogue of Life.